# Rozhanovce
Rozhanovce (węg. Rozgony) – wieś (obec) na Słowacji położona w kraju koszyckim, w powiecie Koszyce-okolice.

## Historia
Pierwsze wzmianki o miejscowości pochodzą z roku 1270. 15 czerwca 1312 r. w pobliżu wsi miała miejsce słynna później bitwa pod Rozhanovcami, która zapoczątkowała proces ograniczania władzy możnowładców węgierskich.
Według danych z dnia 31 grudnia 2012, wieś zamieszkiwało 2340 osób, w tym 1186 kobiet i 1154 mężczyzn.
W 2001 roku rozkład populacji względem narodowości i przynależności etnicznej wyglądał następująco:
- Słowacy – 96,9%
- Czesi – 0,44%
- Niemcy – 0,1%
- Romowie – 1,6%
- Rusini – 0,1%
- Ukraińcy – 0,1%
- Węgrzy – 0,24%

Ze względu na wyznawaną religię struktura mieszkańców kształtowała się w 2001 roku następująco:
- Katolicy rzymscy – 79,44%
- Grekokatolicy – 7,71%
- Ewangelicy – 2,52%
- Prawosławni – 0,29%
- Ateiści – 3,88%
- Nie podano – 1,99%